# Мальчевский, Антоний
Анто́ний (Антон) Мальче́вский (пол. Antoni Malczewski; 3 июня 1793, Княгинин на Волыни, по другим сведениям Варшава — 2 мая 1826, Варшава) — польский поэт, представитель «украинской школы» польского романтизма. Правнук Вильгельмины Марии — незаконнорождённой дочери саксонского курфюрста Иоганна Георга IV.

## Биография
Недолго учился в Кременецком лицее. В 1811—1815 годах служил в армии Варшавского герцогства. Был ранен на дуэли (1811). Участвовал в обороне Модлина (1813).
После капитуляции крепости недолгое время был в русском плену. В 1815 году вышел в отставку. В своих путешествиях (Швейцария, Италия, Франция, Англия; 1816—1821) познакомился с Байроном, который, по преданию, беседам с Мальчевским обязан сюжетом своего «Мазепы». В 1818 году предпринял восхождение на вершину Эгюий-дю-Миди у западного подножья Монблана и стал восьмым туристом, покорившим Монблан, и первым среди поляков.
Вернувшись из-за границы, Мальчевский поселился на Волыни. Несчастная любовь к жене другого заставила его переселиться в Варшаву, где он вскоре умер, удручённый нуждой и неуспехом своего единственного законченного произведения — романтической поэмы «Мария».

## Творчество
Автор первой польской романтической поэмы «Мария» („Maria. Powieść ukraińska“; 1825). Действие отнесено к XVII веку; в поэме изображены сцены жизни польской шляхты на Украине, лирические картины украинской природы, яркие характеры. В основе сюжета лежит действительная трагическая судьба Гертруды Коморовской, которая была похищена по приказу магната Потоцкого, не желавшего, чтобы она стала женой его сына. Опираясь на образцы поэм Байрона и Вальтера Скотта, Мальчевский претворил фабулу в пессимистичное повествование о бессилии человека перед непознаваемым злом мира. Местный колорит и особенности поэтического языка позволяли причислять Мальчевского, вместе с Северином Гощинским и Юзефом Богданом Залеским, к «украинской школе».
«Мария» пользовалась огромной популярностью. Она, наряду с поэмами Адама Мицкевича, положила начало жанру романтической эпической поэмы в польской литературе. Лучшие польские издания «Марии» — А. Белевского (Львов, 1843) и Жупанского (Познань, 1865), варшавское 1876 года с иллюстрациями М. Э. Андриоли.
Поэма переведена на английский, белорусский (отрывки в переводе Александра Ельского), итальянский, латышский, немецкий, русский (отрывки в переводе Ивана Козлова), украинский, французский, чешский, эсперанто языки.